# Railroad Tycoon II
Railroad Tycoon II is een bedrijfssimulatiespel uit 1998 dat uitkwam voor een verscheidenheid aan platforms. Het spel werd uitgebracht als vervolg op het succesvolle Railroad Tycoon.

## Gameplay
Railroad Tycoon II is een simulatie van een spoorwegbedrijf doorheen de 19e, 20e en 21e eeuw. De speler speelt de rol van CEO van een spoorwegbedrijf. De speler moet van het spoorwegbedrijf een winstgevende onderneming maken. Hiervoor moet de speler sporen en stations aanleggen, treinen kopen en deze vervolgens op een lijn laten rijden. Hij wordt hierbij gehinderd door concurrerende bedrijven, in panne vallende treinen en overvallers die de treinen leegroven.
Het spel heeft buiten een sandbox ook een campagne met 18 missies. Naargelang de behaalde missie doelen krijgt de speler een bronzen, zilveren of gouden medaille. Al deze campagnes draaien om een belangrijke gebeurtenis in de spoorweggeschiedenis. Voor elke missie is ook een specifieke map ontworpen.
De mappen bestaan uit zeeën, rivieren, bergen, steden en bedrijven. De steden verschillen in grootte en kunnen groeien door de tijd heen. Men kan bruggen aanleggen over rivieren, maar het bouwen van tunnels of ongelijkvloerse kruisingen is niet mogelijk. Ook bezit het spel een complexe aandelenbeurs, waarop de speler kan inspelen om nog meer winst te maken.
De treinen in het spel hebben allemaal hun eigen karakter. Zo begint men in de 19e eeuw met simpele en niet-krachtige stoomtreinen die zullen evolueren naar meer geavanceerde machines. Buiten stoomkracht zijn er ook locomotieven met diesel en elektrische tractie beschikbaar. Treinen kunnen maximaal zes wagons trekken.

## Ontvangst
| Beoordeeld door  | Platform    | Datum           | Score |
| ---------------- | ----------- | --------------- | ----- |
| Mac Game Gate    | Macintosh   | 1999            | 100%  |
| Power Play       | Windows     | november 1998   | 91%   |
| Attack Games     | Windows     | februari 1999   | 90%   |
| Game Vortex      | Dreamcast   | 2000            | 90%   |
| Game Over Online | Windows     | november 1998   | 85%   |
| macHOME          | Macintosh   | 1998            | 80%   |
| Mac Gamer        | Macintosh   | 1999            | 80%   |
| Super Play       | Dreamcast   | februari 2001   | 70%   |
| Gamekult         | Dreamcast   | 20 oktober 2000 | 70%   |
| PSM              | PlayStation | april 2000      | 60%   |

## Soundtrack
Het genre van de muziek in het spel is vooral een kenmerkende "railroad"-blues en bluegrass. De muziek bestaat niet uit MIDI-bestanden, maar uit studio-opnamen van hoge kwaliteit. Sommige bevatten zelfs zang. De muziek droeg bij aan de hoge ratings die het spel kreeg en bestaat uit de volgende tracks:
| Nr. | Titel              | Lengte |  | Nr. | Titel                                  | Lengte |
| --- | ------------------ | ------ |  | --- | -------------------------------------- | ------ |
| 1   | 1AIntro            | 2:27   |  | 27  | Mississippi Chateu                     | 2:40   |
| 2   | Another Blues Song | 2:01   |  | 28  | Mountain Valley Roll                   | 2:49   |
| 3   | Burnin' Boogies    | 2:54   |  | 29  | No Time To Lose                        | 2:43   |
| 4   | Chi-Town Blues     | 2:24   |  | 30  | Old Flame                              | 2:40   |
| 5   | Clickity-Clack     | 1:01   |  | 31  | Pickin' in D                           | 2:51   |
| 6   | Coal Mountain Fog  | 2:52   |  | 32  | Production                             | 1:41   |
| 7   | Cross Roads        | 3:16   |  | 33  | Riches Steel                           | 2:13   |
| 8   | Dark Day           | 2:35   |  | 34  | Rockin' Blues                          | 2:21   |
| 9   | Deep Blue          | 3:06   |  | 35  | Skippin' Harp                          | 1:11   |
| 10  | Down Home          | 2:14   |  | 36  | Slow Slidin'                           | 2:40   |
| 11  | Foot Stomp         | 3:21   |  | 37  | St. Louis Slide                        | 2:17   |
| 12  | Freedom            | 2:36   |  | 38  | Stranded                               | 2:38   |
| 13  | Goin' Places       | 2:13   |  | 39  | Sunset and Lonely                      | 2:46   |
| 14  | Grit               | 3:27   |  | 40  | The Grind                              | 2:40   |
| 15  | Happy Go Lucky     | 2:40   |  | 41  | The Third Blues                        | 2:34   |
| 16  | Harp Attack        | 2:10   |  | 42  | Tired Ole Blues w/ Harp                | 2:39   |
| 17  | Harp How-Down      | 0:41   |  | 43  | Tired Ole Blues w/o Harp               | 2:25   |
| 18  | How Now            | 2:33   |  | 44  | Torchered Blues in G                   | 2:40   |
| 19  | Humpn' Cars        | 2:31   |  | 45  | Train Derail                           | 4:17   |
| 20  | I am the Pourch    | 2:49   |  | 46  | Train-O-Monica                         | 0:51   |
| 21  | I Missid my Train  | 2:40   |  | 47  | Tricky                                 | 2:36   |
| 22  | It's So Easy       | 2:40   |  | 48  | Wicked Blues                           | 2:52   |
| 23  | Kentucky Pluck     | 2:49   |  | 49  | When Am I Goin' Home                   | 2:02   |
| 24  | Lazy Slide Pickin  | 2:41   |  | 50  | Wiskey                                 | 2:43   |
| 25  | Lonely Cowboy      | 0:56   |  | 51  | When Am I Goin' Home (bonus jam track) | 2:02   |
| 26  | Main Theme         | 4:26   |  |     |                                        |        |

## Edities

### Railroad Tycoon 2: Gold
Deze versie kwam uit voor Sega Dreamcast en Linux. Het bevat verbeterde graphics en gameplay. De versie voor Linux werd uitgebracht door Loki Software. 

### Railroad Tycoon 2: Platinum
Deze versie is gelijk aan de gold edition, maar dan met 50 door de community gemaakte kaarten en verbeterde muiswielondersteuning. De kaarten die gemaakt zijn voor de platinum edities werken mogelijk niet in eerdere edities. De laatste officiële patch van Railroad Tycoon 2 was platinum v1.56 op 19 februari 2003. Hierna werd er verder ontwikkeld aan Railroad Tycoon 3.